# 添字集合
数学における添字集合（そえじしゅうごう、index set）は、別の集合の元に対して「ラベル」付けを行うときの、「ラベル」の集合を言う。各「ラベル」は、指数、添数、添字 (index) などと呼ばれる。
添字となるものは、列の項の番号であったり、媒介変数であったりと様々である。
添字付けられた族のラベル付けや次数付き代数系の次数付けの添字として使うものは、数学的には種類はなんでもよく、適当な集合 Λ を選んで、その元 λ ∈ Λ を添字にすることができる。添字付けの数学的な意味は、添字集合からの写像である。
多くの場合、添字は添字記法と呼ばれる、典型的には記号の上方や下方に置かれ、本文に用いられる文字よりやや小さな文字や数字を用いる記法に従って書かれる。
添字が、上方に置かれるとき上付き添字（うえつきそえじ、superscript）、下方に置かれるとき下付き添字（したつきそえじ、subscript）と呼ばれる。
{\displaystyle a_{0},\quad x^{n},\quad \xi _{j_{1}j_{2}\ldots j_{s}}^{i_{1}i_{2}\ldots i_{r}}\quad _{n}\mathrm {C} _{m},\quad \lim _{x\to \infty },\quad \bigwedge ^{n},\quad {\stackrel {\text{def}}{=}},\quad \max _{x\in X \atop |x|=1},\quad {\xrightarrow {\text{restriction}}},\quad \sideset {_{a}^{b}}{_{1}^{2}}\prod _{\alpha }^{\beta }}
特定の添字集合による添字付けには、特別な呼び方をすることがある。たとえば、I が自然数からなる（つまり I ⊂ N となる）とき、集合 S の元の I による添字付け
{\displaystyle I\to S;\ i\mapsto s_{i}}
は S の元への賦番、あるいは S の元の数え上げといい、集合 S の元がこのような添字付けによって尽くされるならば、S は可賦番であるという。
有向集合による添字付けは有向点族（ネット）の概念に用いられる。